# Средња Милија
Средња Милија (грч. Μεσαία Μηλιά, Месеа Милија) је насељено место у општини Катерини у периферији Средишња Македонија, Грчка. Према попису из 2021. године било је 293 становника.
На попису из 1913. године Средња Милија је имала 670 житеља Грка. Село се раније звало Милија.